# Alejo Sarco
Alejo Uriel Sarco (Alberti, 6 gennaio 2006) è un calciatore argentino, attaccante del Bayer Leverkusen.

## Carriera

### Club
Sarco è cresciuto nel settore giovanile del Vélez Sarsfield, con cui ha firmato il primo contratto professionistico nel marzo del 2022. Ha debuttato in prima squadra il 31 marzo 2024 nell'incontro di Copa de la Liga Profesional perso 1-0 contro il Talleres (C) ed il 5 maggio seguente ha segnato il suo primo gol contro l'Estudiantes (LP).

### Nazionale
Ha giocato nella nazionale argentina Under-17.

## Statistiche

### Presenze e reti nei club
Statistiche aggiornate al 30 maggio 2024.
| Stagione        | Squadra         | Campionato      | Campionato | Campionato | Coppe nazionali | Coppe nazionali | Coppe nazionali | Coppe continentali | Coppe continentali | Coppe continentali | Altre coppe | Altre coppe | Altre coppe | Totale | Totale | Totale |
| Stagione        | Squadra         | Comp            | Pres       | Reti       | Comp            | Pres            | Reti            | Comp               | Pres               | Reti               | Comp        | Pres        | Reti        | Pres   | Reti   |        |
| --------------- | --------------- | --------------- | ---------- | ---------- | --------------- | --------------- | --------------- | ------------------ | ------------------ | ------------------ | ----------- | ----------- | ----------- | ------ | ------ | ------ |
| 2024            | Vélez Sarsfield | PD              | 4          | 0          | CA+CdL          | 0+4             | 0+1             |                    | -                  | -                  |             | -           | -           | 8      | 1      |        |
| Totale carriera | Totale carriera | Totale carriera | 4          | 0          |                 | 4               | 1               |                    | -                  | -                  |             | -           | -           | 8      | 1      |        |

## Palmarès

### Club

#### Competizioni nazionali
- Campionato argentino: 1

Vélez Sarsfield: 2024